# Atletika na Letních olympijských hrách 2024 – skok vysoký muži
Skok vysoký mužů na Letních olympijských hrách 2024 probíhal na začátku srpna 2024 jako jubilejní 30. ročník této olympijské atletické disciplíny, která měla premiéru v Athénách 1896. Třicet jedna sportovců z 22 národních výprav soutěžilo na pařížských olympijských hrách ve výškařském sektoru Stade de France. Pořádajícími organizacemi byly Mezinárodní olympijský výbor se Světovou atletikou. Kvalifikace byla na programu 7. srpna 2024 a finále o tři dny později.

## Pozadí
Výškaři se na pařížskou olympiádu mohli kvalifikovat v období mezi 1. červencem 2023 a 30. červnem 2024. Pro závod bylo určeno 32 účastnických míst, s maximálně třemi výškaři na jednu národní výpravu. Kvalifikačním limitem byla výška 2,33 m, případně si výškaři účast zajistili na základě světového žebříčku IAAF.

## Medailisté
Olympijským vítězem se stal 27letý Hamish Kerr. Jako úřadující halový světový šampion vybojoval na olympiádě první výškařskou medaili pro Nový Zéland.
V Paříži se mohla zopakovat situace z odložené tokijské olympiády 2020, kdy se o zlato podělili dva výškaři. Pařížský závod opět dospěl do situace, kdy Kerr i Shelby McEwen překonali na první pokus laťku ve výšce 2,36 m a další postupnou výšku 2,38 m již nepřekonali. Namísto dělby zlaté medaile Kerr navrhl McEwenovi, aby pokračovali v rozeskakování s jediným rozhodujícím pokusem, což zdůvodnil slovy: „Byl bych pyšnější na druhé místo, než abych se dělil s někým o zlato“. McEwen výzvu přijal. Laťka byla na stojanech snížena do výšky 2,36 m, kterou již unavení atleti podruhé nepřekonali. Další pokles na 2,34 m zajistil výhru Kerrovi, který tuto výšku na rozdíl od Američana skočil.
Sříbrnou medaili si odvezl 28letý Američan Shelby McEwen. Z pozice úřadujícího halového vicemistra světa získal, rovněž jako vítězný Kerr, první olympijský kov. K mužskému medailovému zisku Spojených států amerických na olympijských hrách přispěl čtrnáctým výškařským stříbrem a první americkou výškařskou medailí od londýnských her 2012.
Obhájce tokijského zlata, 33letý Katařan Mutaz Essa Baršim, obsadil třetí příčku výkonem 2,34 m. Po dvou neúspěšných pokusech na výšce 2,36 m, si nechal třetí možnost na úroveň 2,38 m, kterou také nepřekonal. Stal se tak prvním výškařem historie, jenž na olympijských hrách získal čtvrtou medaili, čímž se odpoutal od trojnásobné medailistky Saray Simeoniové.

## Rekordy
| Rekord                 | výškař                  | výška (m) | místo                  | datum             |
| ---------------------- | ----------------------- | --------- | ---------------------- | ----------------- |
| Světový rekord         | Javier Sotomayor (CUB)  | 2,45      | Salamanca, Španělsko   | 27. července 1993 |
| Olympijský rekord      | Charles Austin (USA)    | 2,39      | Atlanta, Spojené státy | 28. července 1996 |
| Lídr sezónních tabulek | Gianmarco Tamberi (ITA) | 2,37      | Řím, Itálie            | 11. června 2024   |

| Kontinent                 | výškař                   | výška (m) |
| ------------------------- | ------------------------ | --------- |
| Afrika                    | Jacques Freitag (RSA)    | 2,38      |
| Asie                      | Mutaz Essa Barshim (QAT) | 2,43      |
| Evropa                    | Patrik Sjöberg (SWE)     | 2,42      |
| Evropa                    | Carlo Thränhardt (FRG)   | 2,42 (h)  |
| Severní a Střední Amerika | Javier Sotomayor (CUB)   | 2,45      |
| Oceánie                   | Tim Forsyth (AUS)        | 2,36      |
| Oceánie                   | Brandon Starc (AUS)      | 2,36      |
| Oceánie                   | Hamish Kerr (NZL)        | 2,36 (h)  |
| Jižní Amerika             | Gilmar Mayo (COL)        | 2,33      |

## Výsledky

### Kvalifikace
Kvalifikace se konala 7. srpna 2024 od 10.05 hodin místního času. K postupu do finále museli výškaři překonat kvalifikační limit 2,29 m, nebo se kvalifikovalo dvanáct výsledkově nejlepších závodníků.
| Pořadí | skupina | výškař            | země                   | 2,15 m | 2,20 m | 2,24 m | 2,27 m | 2,29 m | výška | poznámka        |
| ------ | ------- | ----------------- | ---------------------- | ------ | ------ | ------ | ------ | ------ | ----- | --------------- |
| 1.     | A       | Shelby McEwen     | Spojené státy americké | o      | –      | o      | o      | r      | 2,27  | kvalifikován    |
| 2.     | B       | Hamish Kerr       | Nový Zéland            | o      | xxo    | xo     | o      | r      | 2,27  | kvalifikován    |
| 3.     | A       | Mutaz Essa Baršim | Katar                  | o      | o      | o      | xo     | r      | 2,27  | kvalifikován    |
| 3.     | A       | U Sang-hjok       | Jižní Korea            | o      | o      | o      | xo     | r      | 2,27  | kvalifikován    |
| 5.     | A       | Rjóiči Akamacu    | Japonsko               | o      | o      | xxo    | xo     | r      | 2,27  | kvalifikován SB |
| 6.     | A       | Stefano Sottile   | Itálie                 | o      | o      | o      | xxx    |        | 2,24  | kvalifikován    |
| 6.     | B       | Gianmarco Tamberi | Itálie                 | –      | o      | o      | xxx    |        | 2,24  | kvalifikován    |
| 8      | B.      | Romaine Beckford  | Jamajka                | o      | xo     | o      | xxx    |        | 2,24  | kvalifikován    |
| 9.     | A       | Brian Raats       | Jihoafrická republika  | o      | xxo    | o      | xxx    |        | 2,24  | kvalifikován    |
| 9.     | A       | Jan Štefela       | Česko                  | o      | xxo    | o      | xxx    |        | 2,24  | kvalifikován    |
| 11.    | B       | Oleh Doroščuk     | Ukrajina               | o      | o      | xo     | xxx    |        | 2,24  | kvalifikován    |
| 12.    | B       | Tihomir Ivanov    | Bulharsko              | o      | xo     | xo     | xxx    |        | 2,24  | kvalifikován    |
| 13.    | B       | Brandon Starc     | Austrálie              | xxo    | xo     | xo     | xxx    |        | 2,24  | SB              |
| 14.    | A       | Luis Zayas        | Kuba                   | o      | o      | xxo    |        | xxx    | 2,24  |                 |
| 15.    | A       | Luis Castro       | Portoriko              | o      | o      | xxx    |        |        | 2,20  |                 |
| 15.    | B       | Fernando Ferreira | Brazílie               | o      | o      | xxx    |        |        | 2,20  |                 |
| 15.    | B       | Erick Portillo    | Mexiko                 | o      | o      | xxx    |        |        | 2,20  |                 |
| 15.    | A       | Edgar Rivera      | Mexiko                 | o      | o      | xxx    |        |        | 2,20  |                 |
| 19.    | B       | Thomas Carmoy     | Belgie                 | o      | xo     | xxx    |        |        | 2,20  |                 |
| 19.    | B       | JuVaughn Harrison | Spojené státy americké | o      | xo     | xxx    |        |        | 2,20  |                 |
| 19.    | A       | Wang Čen          | Čína                   | o      | xo     | xxx    |        |        | 2,20  |                 |
| 22.    | A       | Alperen Acet      | Turecko                | xxo    | xo     | xxx    |        |        | 2,20  |                 |
| 23.    | B       | Yual Reath        | Austrálie              | o      | xxo    |        |        |        | 2,20  |                 |
| 23.    | B       | Tomohiro Šinnó    | Japonsko               | o      | xxo    | xxx    |        |        | 2,20  |                 |
| 25.    | B       | Sarveš Kušare     | Indie                  | o      | xxx    |        |        |        | 2,15  |                 |
| 25.    | A       | Vladyslav Lavskyj | Ukrajina               | o      | xxx    |        |        |        | 2,15  |                 |
| 27.    | B       | Joel Baden        | Austrálie              | xo     | xxx    |        |        |        | 2,15  |                 |
| 28.    | A       | Vernon Turner     | Spojené státy americké | xxo    | xxx    |        |        |        | 2,15  |                 |
| —      | A       | Donald Thomas     | Bahamy                 | xxx    |        |        |        |        | NM    |                 |
| —      | B       | Tobias Potye      | Německo                | xxx    |        |        |        |        | NM    |                 |
| —      | B       | Andrij Procenko   | Ukrajina               | xxx    |        |        |        |        | NM    |                 |

### Finále
Finále proběhlo 10. srpna 2024 od 19.00 hodin místního času.
| Pořadí                      | výškař            | země                   | hlavní soutěž | hlavní soutěž | hlavní soutěž | hlavní soutěž | hlavní soutěž | hlavní soutěž | hlavní soutěž | rozeskakování | rozeskakování | rozeskakování | výška | poznámka |
| Pořadí                      | výškař            | země                   | 2,17 m        | 2,22 m        | 2,27 m        | 2,31 m        | 2,34 m        | 2,36 m        | 2,38 m        | 2,38 m        | 2,36 m        | 2,34 m        | výška | poznámka |
| --------------------------- | ----------------- | ---------------------- | ------------- | ------------- | ------------- | ------------- | ------------- | ------------- | ------------- | ------------- | ------------- | ------------- | ----- | -------- |
| Zlatá olympijská medaile    | Hamish Kerr       | Nový Zéland            | o             | o             | o             | xxo           | o             | o             | xxx           | x             | x             | o             | 2,36  | =AR      |
| Stříbrná olympijská medaile | Shelby McEwen     | Spojené státy americké | o             | o             | o             | o             | xxo           | o             | xxx           | x             | x             | x             | 2,36  | PB       |
| Bronzová olympijská medaile | Mutaz Essa Baršim | Katar                  | –             | o             | o             | o             | o             | xx-           | x             |               |               |               | 2,34  | SB       |
| 4.                          | Stefano Sottile   | Itálie                 | o             | o             | o             | xo            | o             | xxx           |               |               |               |               | 2,34  | PB       |
| 5.                          | Rjóiči Akamacu    | Japonsko               | o             | o             | xo            | o             | xxx           |               |               |               |               |               | 2,31  | PB       |
| 6.                          | Oleh Doroščuk     | Ukrajina               | o             | o             | xo            | xo            | xxx           |               |               |               |               |               | 2,31  | PB       |
| 7.                          | U Sang-hjok       | Jižní Korea            | o             | o             | xo            | xxx           |               |               |               |               |               |               | 2,27  |          |
| 8.                          | Tihomir Ivanov    | Bulharsko              | xo            | o             | xo            | xxx           |               |               |               |               |               |               | 2,27  | SB       |
| 9.                          | Jan Štefela       | Česko                  | xxo           | o             | xxx           |               |               |               |               |               |               |               | 2,22  |          |
| 10.                         | Romaine Beckford  | Jamajka                | o             | xo            | xxx           |               |               |               |               |               |               |               | 2,22  |          |
| 11.                         | Gianmarco Tamberi | Itálie                 | –             | xxo           | xxx           |               |               |               |               |               |               |               | 2,22  |          |
| 12.                         | Brian Raats       | Jihoafrická republika  | o             | xxx           |               |               |               |               |               |               |               |               | 2,17  |          |